# Nikifor

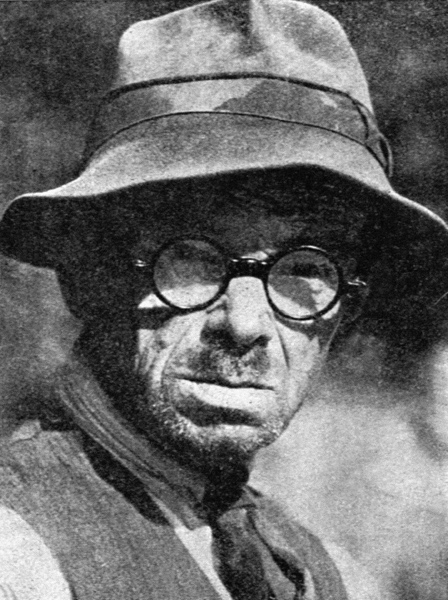
Nikifor, 1957

Nikifor Krynicki o Epifaniusz Drowniak (Krynica-Zdrój, 21 de mayo de 1895 – Folusz, 10 de octubre de 1968) era un pintor polaco folk/naïf de etnia lemko. Parte de sus dibujos están en hojas sueltas o cajetillas de cigarrillos 

## Biografía
Poco se sabe de su vida, tenía dificultades para hablar, era casi analfabeto y lo consideraban discapacitado. Nikifor vivió casi toda su vida en la ciudad balneario de Krynica-Zdrój, donde vendía sus dibujos a clientes de las termas. Su vida inspiró la película “Mój Nikifor”.